# 2009년 대한민국의 영화
다음은 2009년에 대한민국의 영화에 관한 서술한다.

## 박스 오피스
2009년 대한민국 내에서 개봉한 영화를 대상으로 한 대한민국 박스오피스 순위이다.
| 순위 | 제목                            | 개봉일자  | 관객수 (명) | 비고 |
| ---- | ------------------------------- | --------- | ----------- | ---- |
| 1    | 《해운대》                      | 7월 22일  | 11,453,338  |      |
| 2    | 《국가대표》                    | 7월 29일  | 8,487,894   |      |
| 3    | 《트랜스포머: 패자의 역습》     | 6월 24일  | 7,505,700   |      |
| 4    | 《2012》                        | 11월 12일 | 5,456,156   |      |
| 5    | 《아바타》                      | 12월 17일 | 5,188,947   |      |
| 6    | 《터미네이터: 미래전쟁의 시작》 | 5월 21일  | 4,568,891   |      |
| 7    | 《7급 공무원》                  | 4월 22일  | 4,088,799   |      |
| 8    | 《 과속스캔들》                 | 12월 3일  | 3,892,350   |      |
| 9    | 《쌍화점》                      | 12월 30일 | 3,328,944   |      |
| 10   | 《거북이 달린다》               | 6월 11일  | 3,059,812   |      |

## 이벤트 및 수상
- 제10회 전주국제영화제
- 제45회 백상예술대상
- 제13회 부천국제판타스틱영화제
- 제14회 부산국제영화제
- 제46회 대종상 영화제
- 제29회 한국영화평론가협회상
- 제30회 청룡영화상
- 제32회 황금촬영상
- 제18회 부일영화상
- 제17회 이천춘사대상영화제

## 같이 보기
- 2009년 영화
- 대한민국의 영화